# Цеца-шоу
Цеца-шоу је српска ток-шоу емисија коју води Цеца. Премијерно је приказује Блиц ТВ од 7. октобра 2022. године.

## Формат
Прва сезона, под називом Цеца и деца имала је 28 епизода  и пратила је пословни и приватни живот певачице Цеце, њене ћерке Анастасије Ражнатовић, сина Вељка, снаје Богдане, сестре Лидије Оцокољић и њихове деце, као и многобројне пријатеље и пословне сараднике, а снимана је и у приватној кући породице, као и на другим локацијама широм Београда, и на Кипру.
Друга сезона Како Цеца прави шоу има другачији концепт и прати формат  ток-шоу програма где је Цеца домаћин у студију, а саговорници гости из света шоу бизниса. Поред разговора и игрица које задаје гостима, и Цеца и гости певају уживо са бендом који се састоји од саксофонисте Николе, гитаристе Петра и клавијатуристе Јоце. Почела је са емитовањем 1. марта 2024, и први гости друге сезоне били су Саша Ковачевић и Александра Пријовић. Трећа сезона такође прати концепт ток-шоуа, са новим игрицама, бенд је добио пратеће певачице, а шоу професионалног манекена који послужује госте, гост у првој емисији је била Милица Павловић.